# 我的寶貝男孩
是一部於2019年上映的美國獨立劇情片，由艾瑪·哈瑞爾執導，西亞·李畢福編劇，基於他的童年和與父親的關係改編。主演包括李畢福、盧卡斯·海吉斯、諾亞·朱佩和FKA Twigs。
《我的寶貝男孩》最先於2019年1月25日在日舞影展進行全球首映，並定於2019年11月8日在美國上映。

## 演員
- 盧卡斯·海吉斯 飾 奧提斯·羅特（Otis Lort）
  - 諾亞·朱佩 飾 年幼的奧提斯（young Otis）
- 西亞·李畢福 飾 詹姆斯·羅特（James Lort）
- FKA Twigs 飾 害羞的女孩（Shy Girl）
- 麥卡·門羅 飾 珊卓（Sandra）
- 娜塔莎·雷昂 飾 母親（Mom）
- 馬丁·斯塔爾 飾 亞歷（Alec）
- 貝倫·包威斯（英语：Byron Bowers） 飾 波西（Percy）
- 蘿拉·珊·賈克莫（英语：Laura San Giacomo） 飾 莫雷諾博士（Dr. Moreno）
- 小克利夫頓·柯林斯 飾 湯姆（Tom）

## 製作
西亞·李畢福把自己的童年經歷編寫成該片劇本，他飾演的角色是基於他的父親傑佛瑞·克雷格·李畢福（Jeffrey Craig LaBeouf），而片名《Honey Boy》取自他的童年暱稱。李畢福撰寫的劇本作為他康復計劃的一部分。
2018年3月，宣佈盧卡斯·海吉斯和李畢福加盟劇組，而艾瑪·哈瑞爾將執導由李畢福編劇的電影。布萊恩·卡瓦納·瓊斯（Brian Kavanaugh-Jones）、 克里斯多福·萊格特和丹妮拉·塔普林·蘭柏格（Daniela Taplin Lundberg）擔任製片人，佛瑞德·貝加擔任執行製片人。李畢福向他的朋友兼創意合作者哈瑞爾分享了他撰寫的劇本，讓她決定執導該片。2018年4月，諾亞·朱佩加盟劇組。2018年5月，小克利夫頓·柯林斯、麥卡·門羅、娜塔莎·雷昂、馬丁·斯塔爾、貝倫·包威斯和蘿拉·珊·賈克莫加盟劇組。2018年6月，宣佈FKA Twigs加盟劇組。2019年2月，亞馬遜工作室獲得了該片的發行權。

### 拍攝
主體拍攝於2018年5月在洛杉磯開始進行。

## 發行
《我的寶貝男孩》最先於2019年1月25日在日舞影展進行全球首映，並定於2019年11月8日在美國上映。

### 評價
爛番茄根據66條評論，持有97%的新鮮度，平均得分7.6／10。在Metacritic上，電影獲得了65分。

## 外部連結
- 互联网电影数据库（IMDb）上《我的寶貝男孩》的资料（英文）
- Box Office Mojo上《我的寶貝男孩》的資料（英文）
- Metacritic上《我的寶貝男孩》的資料（英文）
- 爛番茄上《我的寶貝男孩》的資料（英文）
- AllMovie上《我的寶貝男孩》的资料（英文）
- 開眼電影網上《我的寶貝男孩》的資料（繁體中文）
- 时光网上《我的寶貝男孩》的資料（简体中文）
- 豆瓣电影上《我的寶貝男孩》的資料 （简体中文）